# Glissandra oviformis
Glissandra oviformis – gatunek protistów z królestwa Crumalia. 
Jednokomórkowiec. Komórki w przybliżeniu owalne o długości 3,7−6,5 μm i szerokości 2,4−5,3 μm. Po brzusznej stronie otwór, z którego wystają dwie mniej więcej równej długości wici – jedna ku przodowi, druga ku tyłowi. Są one od 2,5 do 4 razy dłuższe od komórki i przylegają do podłoża, umożliwiając ruch ślizgowy. Poza brzusznym otworem komórka okryta jednowarstwową pelikulą. Badanie środowiskowego DNA wskazuje, że występuje m.in. w Morzu Śródziemnym i Oceanie Spokojnym, a najliczniej w Oceanie Indyjskim. Prawdopodobnie występuje w niedużym zagęszczeniu. Odżywia się innymi jednokomórkowcami. Od innych przedstawicieli rodzaju Glissandra odróżnia się owalnym kształtem i ułożeniem wici.
Miejscem typowym jest Coral Lake w Palau, gdzie zebrano ją 1 listopada 2013 roku na plesze makroglonu Halimeda.  Holotypem (hapantotypem) jest preparat mikroskopowy przechowywany w zielniku muzeum w Tsukubie. Nazwa gatunkowa oznacza „jajokształtna”. 